# 나의 공주님
<나의 공주님>은  대한민국의 여성 싱어송라이터 장덕에 의해 작사 · 작곡된 곡이다. 장덕의 다섯번째 정규 음반 《예정된 시간을 위해》의 B면 1번 트랙으로 발표되었다. 지난 2015년 6월 현이와 덕이 사망 25주기를 맞아 전격 출범된 현이와 덕이 재조명 사업에서는 첫 스타트로서 현이와 덕이의 곡 <순진한 아이>와 장덕의 솔로곡 <나의 공주님>이 프로젝트 듀엣 박승화, 김희진에 의해 리메이크 되어 음원으로서 발표되었다. 그 음원은 현이와 덕이 오마쥬 1에 수록되어 있다.

## 가사
일설에 의하면 장덕이 월트디즈니에 의해 애니메이션화되기도 했던 프랑스의 동화 작가 샤를 페로의 '어미 거위 이야기'에 수록된 동화 '잠자는 숲 속의 미녀'를 보고 영감을 얻어 만든 곡이라고 한다. 항상 동화 속의 공주를 꿈꾸며 맑고 순수하며 예쁘게 살고 싶어했던 장덕의 흔적은 이 곡에서도 여실히 표현되어 있다. "... 옛날 동화 속에서 깊은 잠에 취했던 / 신비한 나라의 공주님 / 멋진 왕자님을 기다리고 있나요 / 고운 눈동자에 사랑스런 그 입술은 / 한마리 작고 목마른 사슴같아요 / 누구든지 그 모습에 빠져 들꺼야 ... - 장덕 <나의 공주님> 중".

## 커버 버전
- 2015년 6월 현이와 덕이 사망 25주기 재조명 사업의 첫 스타트로서 박승화 & 김희진이 싱글 음반 《현이와 덕이 오마쥬 1》을 통해 리메이크 하였다. - Youtube